# كول بوردرز بوكيت
كول بوردرز بوكيت (بالإنجليزية: Cool Boarders Pocket)‏، هي لعبة فيديو يابانية من نوع رياضة التزلج، وهي من تطوير يو إي بي سيستيمز، ونشرها إس إن كي، صدرت اللعبة في الأسواق سنة 2000، وهي أحد الأجزاء الفرعية لسلسلة كول بوردرز، وتعمل حصرياً لمنصة نيو جيو بوكيت كولر.